# Past and Presence
Past and Presence - film z koncertu zespołu Pendragon w Teatrze Śląskim w Katowicach 31 października 2006 roku, zagranego z okazji 21-lecia wydania płyty The Jewel z udziałem byłych muzyków zespołu - klawiszowców Rika Cartera i Johna Barnfielda, oraz wokalisty Juliana Bakera.

## Spis utworów
1. Higher Circles
2. The Pleasure of Hope
3. Leviathan
4. Victims of Life
5. Armageddon
6. Fly High Fall Far
7. Excalibur
8. Please
9. Oh Divineo
10. Alaska
11. Dark Summer's Day
12. Circus
13. The Black Knight
14. 2AM
15. Stan and Ollie

## Skład zespołu
- Nick Barrett - śpiew, gitara
- Julian Baker - dodatkowy śpiew, gitara, tamburyn, saksofon
- Rik Carter, John Barnfield, Clive Nolan - instrumenty klawiszowe
- Peter Gee - gitara basowa, gitara
- Joe Crabtree - instrumenty perkusyjne